# 그렇게 살다
《그렇게 살다》는 2019년 10월 18일에 방영한 《KBS 드라마 스페셜 2019》 시리즈 중 네번 째 작품으로, 2018년 KBS 단막극 공모에서 최우수상을 수상한 작품이다. 또한 한국PD연합회가 주최하는 ‘이달의 PD상’을 수상하기도 했다.

## 줄거리
강력계 형사 40년을 끝으로 정년퇴직한 최성억은 퇴직금도 날리고, 살고 있던 임대아파트에서도 내몰리게 된다. 치매 아내까지 돌봐야하는 68세 노인 최성억은 운 좋게 아파트 경비원 자리를 얻게 되지만, 상황은 최악으로만 치닫는다.

## 등장 인물

### 주요 인물
- 정동환 : 최성억 역
- 주석태 : 박용구 역
- 이칸희 : 정태숙 역
- 김기천 : 이병모 역

## 수상 경력
- 2019년 제236회 이달의 PD상 시상식 드라마 부문 이달의 PD상 김신일, 최자원
- 2019년 KBS 연기대상 연작 · 단막극상 정동환